# DF-17
El Dongfeng-17 (chino simplificado: 东风 -17; chino tradicional:東風 -17; literalmente: 'Viento del Este-17'), es un misil balístico chino de alcance medio propulsado con combustible sólido, móvil por carretera, que monta el vehículo de planeo hipersónico DF-ZF. La velocidad hipersónica del DF-17 le da a China una ventaja significativa sobre los sistemas antimisil convencionales actuales debido a la trayectoria balística y de muy alta velocidad impredecible del vehículo de planeo. El DF-17 junto con el DF-ZF, fue presentado oficialmente en el desfile militar del Día de China el 1 de octubre de 2019, haciendo de este el primer sistema operativo de armas hipersónicas de China y uno de los primeros del mundo en entrar en operación inicial completa.

## Diseño
El DF-17 utiliza el cohete de refuerzo del misil balístico de corto alcance DF-16B ya operativo. Como tal, el diseño del misil en sí no requirió ningún cambio importante. Sin embargo, el mayor cambio es el uso obvio de un vehículo de planeo hipersónico (HGV, hypersonic glide vehicle) en lugar de una ojiva de reentrada convencional empleada en misiles balísticos normales y MIRV.
El HGV DF-ZF opera de forma diferente a los misiles balísticos normales o incluso misiles balísticos intercontinentales. De lanzamiento vertical, la mayor parte de la trayectoria de vuelo sigue un arco parabólico normal. Pero de acuerdo con las necesidades operativas puede ser planear en órbita antes y después de volver a entrar en la atmósfera. El HGV del DF-17 puede deprimir su trayectoria y acelera para llegar a Mach 5. Debido a su velocidad extrema y trayectoria de altitud baja, detectar e interceptar el vehículo de planeo se vuelve mucho más difícil y complejo que el de Un vehículo de reentrada convencional. Esto se complica aún más, ya que el deslizamiento hace que el DF-ZF sea mucho más maniobrable; aumentando tanto su alcance como evitando el potencial protección antimisil. Como tal, el DF-17 podría alcanzar objetivos regionales a pesar de su naturaleza SRBM.
El DF-17 también se puede utilizar para montar un vehículo de reentrada más convencional que el DF-ZF.

## Desarrollo
Durante el desarrollo de Dongfeng-17, el personal de I + D probó su rendimiento aerodinámico en el túnel de ondas de choque JF12. Este túnel de viento construido por la Academia de Ciencias de China, en 2012, puede soplar un viento simulado de 5 a 9 Mach y la temperatura puede alcanzar los 3000 grados centígrados. Simula completamente el ambiente hostil que experimenta la ojiva en un vuelo hipersónico.
La primera prueba del DF-17 se realizó oficialmente el 1 de noviembre, con la segunda fecha dos semanas después, el 15 de noviembre de 2017. La prueba el 1 de noviembre, tuvo lugar después de la primera sesión plenaria del XIX Congreso del Partido Comunista Chino en octubre.
Durante el vuelo de prueba del 1 de noviembre, que tuvo lugar desde el Centro de Lanzamiento de Satélites de Jiuquan en Mongolia Interior, la carga útil del misil voló a un rango de aproximadamente 1,400 kilómetros con el HGV volando a una altitud deprimida de aproximadamente 60 kilómetros después de finalizar del Fases balísticas y de reentrada de DF-17 .
A principios de 2018, la Agencia de Noticias Xinhua publicó un informe diciendo que la Fuerza de Misiles del Ejército Popular de Liberación chino, realizó dos pruebas de un nuevo tipo de "avión de deslizamiento supersónico" llamado Dongfeng-17 el 1 y 15 de noviembre de 2017, respectivamente. El misil alcanzó con éxito el objetivo, el impacto estaba a solo unos metros de distancia del objetivo, y su precisión supera la de cualquier misil activo. y reveló que se trata de un misil convencional de alcance medio, balístico, de una etapa.
Las pruebas continuaron hasta que comenzó a funcionar oficialmente el 1 de octubre de 2019, durante el 70.° aniversario de la República Popular China.

## Otras trayectorias no balísticas
- Sistema de bombardeo de órbita fraccionada
- Silbervogel